# Curva di Laffer

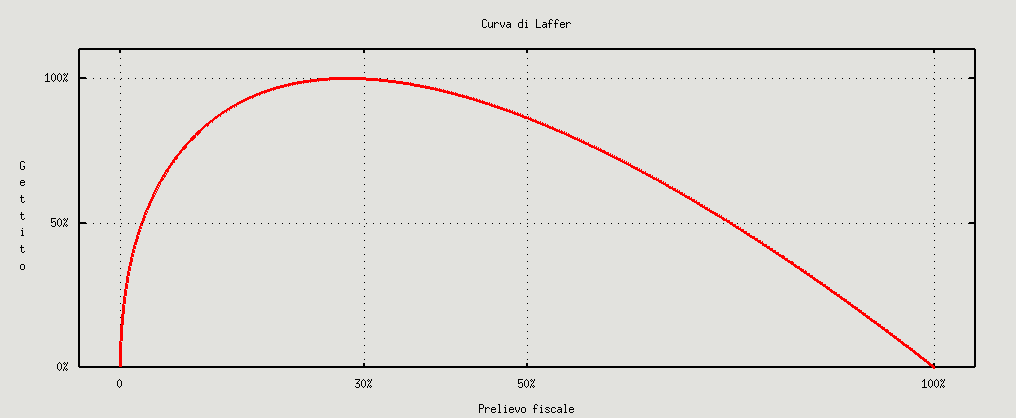
Distribuzione del gettito in funzione della pressione fiscale: superato un certo limite t^{*}, a cui corrisponde il gettito massimo Tmax, ulteriori aumenti dell'imposta causerebbero un aumento di evasione ed elusione, tale da ridurre il valore dello stesso. La forma reale e il valore t^{*} sono sconosciuti e dipendono probabilmente da molti fattori.

La curva di Laffer è una curva che mette in relazione l'aliquota di imposta (asse delle ascisse) con le entrate fiscali (asse delle ordinate). Fu impiegata da Arthur Laffer, economista dell'University of Southern California (Usa) per convincere l'allora candidato repubblicano alle elezioni presidenziali del 1980, Ronald Reagan, a diminuire le imposte dirette.

## Origini
Laffer, nell'esposizione della curva, cita i precedenti storici della sua formulazione:
- Muqaddima di Ibn Khaldun;
- John Maynard Keynes;
- Adam Smith;
- Andrew Mellon;

Nella teoria dell'economia keynesiana il disavanzo pubblico è pari alla differenza fra spesa pubblica e tasse; il gettito fiscale è dato dall'aliquota moltiplicata per il PIL o reddito nazionale, ed è direttamente collegata alla produzione della ricchezza; tuttavia anche l'economista inglese formula un'osservazione alla base di questa curva.

## Teoria
Laffer ipotizzò che esistesse un livello del prelievo fiscale oltre il quale l'attività economica non è più conveniente e il gettito fiscale si riduce, quanto meno se il prelievo raggiunge il 100% del reddito, e quindi che le due grandezze siano legate da una curva continua a forma di campana che ha un massimo (per il teorema di Weierstrass), ovvero un'aliquota fiscale che massimizza il gettito fiscale.
Secondo Laffer esiste un'aliquota, corrispondente all'ascissa del punto più alto della curva a campana, oltre la quale un aumento delle imposte avrebbe disincentivato l'attività economica e quindi ridotto il gettito, in misura crescente, fino al punto in cui il prelievo fiscale, se raggiungesse il 100%, causerebbe l'azzeramento del gettito.
È noto l'andamento qualitativo della curva, mentre esiste un dibattito fra economisti riguardo al valore dell'aliquota che ottimizza le entrate pubbliche. La riduzione del gettito è a sua volta interpretabile come cessazione delle attività economiche a causa di una pressione fiscale eccessiva, o come aumento dell'evasione ed elusione fiscale.
Oltrepassata l'aliquota ottimale il gettito fiscale tende a diminuire per tre fenomeni: evasione, elusione, sottrazione.
La curva è chiamata anche “di Khaldun-Laffer”, perché il principio su cui si fonda fu proposto per la prima volta da Ibn Khaldun, storico arabo medioevale, nella Muqaddima.

### Evasione
L'evasione consiste nel sottrarsi illegalmente al pagamento di un'imposta; uno dei metodi per attuarla consiste nel dichiarare una base imponibile minore rispetto a quella reale con lo scopo di pagare all'erario un importo inferiore.

### Elusione
L'elusione consiste nell'utilizzare le possibilità fornite dal diritto tributario per contrastare il prelievo fiscale con lo scopo di beneficiare di minori imposte. A differenza dell'evasione, l'elusione non si presenta come illegale; essa infatti formalmente rispetta le leggi vigenti, ma le aggira nel loro aspetto sostanziale frustrando il motivo per il quale sono state approvate. Ad esempio, se le imposte sulla vendita di un immobile sono del 35% e quelle sulla vendita di azioni del 20%, il possessore dell'immobile può conferirlo in una società per azioni al solo scopo di vendere poi le azioni della società proprietaria dell'immobile con fortissimo risparmio fiscale. Qui l'elusione sta nell'uso dello strumento società per azioni non per svolgere un'attività d'impresa, ma solo per trasferire la proprietà sostanziale dell'immobile, infatti in questo caso l'acquirente delle azioni in realtà ha acquistato l'immobile, ma in questo modo il venditore ha beneficiato di un'aliquota impositiva fortemente ridotta.

### Sottrazione
La sottrazione consiste nel sottrarre l'imponibile dalla tassazione eliminandolo o spostandolo. È l'effetto di cui gli economisti della supply side economics (cioè politica dell'offerta) più si preoccupavano. L'offerta è composta dalla produzione delle imprese, il reddito derivante dall'allocazione di tale produzione è soggetto a imposta. Per sottrarre l'imponibile è necessario non produrre più questo reddito, o produrlo altrove. In entrambi i casi l'effetto è un calo della produzione complessiva e cioè della crescita del paese in questione.

Scomparsa di attività economiche
Il gettito fiscale inoltre si riduce a causa della scomparsa delle attività' economiche più' fragili, che private di troppe risorse o falliscono, o chiudono definitivamente la propria attività'. Naturalmente cessando del tutto di pagare imposte.
Va considerato infine che anche le attività' superstiti in seguito alla deprivazione crescente di risorse, potranno investire meno, potranno crescere meno, saranno costrette a rinunciare a tante occasioni di profitto. La' dove le aliquote siano ancorate all'entità' imponibile, anche le pretese fiscali si ridurranno di conseguenza, contribuendo così a ridurre il gettito fiscale complessivo.
Tutto questo significa che anche in un regime fiscale perfettamente in grado nell'individuare e reprimere evasione, elusione, e delocalizzazione, il degrado del gettito resterebbe inarrestabile.

## Nel mondo

### Negli Stati Uniti d'America
Gli USA si trovavano nel 1980, secondo Laffer e secondo gli economisti della supply side economics, a destra di tale punto, e pertanto una riduzione delle aliquote avrebbe prodotto un aumento dell'attività economica e quindi delle entrate fiscali.

#### Reaganomics
Una prima evidenza empirica avvenne durante la presidenza Reagan, quando il tetto massimo dell'aliquota fiscale scese dal 70% al 31%, mentre le entrate continuarono ad aumentare ogni anno dal 1980 (8.858 miliardi di dollari) al 1990 (1,93 trilioni di dollari). Secondo i dati storici forniti dall'Ufficio di bilancio del Congresso (CBO, Congressional Budget Office) le entrate governative in percentuale sul PIL aumentarono dal 31,8% nel 1980 al 33,2% nel 1989.

#### Conferma empirica
Altri economisti sono scettici e sostengono che questa teoria non abbia avuto nessuna conferma empirica. Anzi si è dimostrato che per far scattare l'effetto Laffer il tasso minimo delle imposte sul reddito doveva raggiungere almeno il 70% negli USA: solo in questo caso la sua diminuzione avrebbe procurato gli effetti previsti, ma già oggi il tasso delle imposte sul reddito, negli USA, è di circa tre volte meno alto.

#### Critiche
Si dice, ironicamente, che una delle maggiori qualità della Curva di Laffer è che può essere spiegata a un membro del Congresso degli Stati Uniti in mezz'ora e questo ne può parlare per sei mesi. Il premio Nobel per l'economia Joseph E. Stiglitz l'ha definita, nel suo libro I ruggenti anni Novanta, "una teoria scarabocchiata su un foglio di carta".